# Campionato europeo maschile di pallamano 2024
Il campionato europeo maschile di pallamano 2024 è stata la 16ª edizione del massimo torneo di pallamano per squadre nazionali maschili, organizzato dalla European Handball Federation (EHF). Il torneo si è disputato dal 10 al 28 gennaio 2024 in Germania.
A vincere la manifestazione è stata la Francia,che ha sconfitto, nella finale giocata a Colonia, la Danimarca per 33-31 dopo i tempi supplementari.

## Assegnazione del torneo
Il 20 giugno 2018, durante il 14º Congresso dell'EHF, tenutosi a Glasgow, la candidatura della Germania superò la concorrenza della candidatura congiunta di Danimarca e Svizzera con 27 voti a favore sui 46 totali.

## Formato
Le 24 nazionali partecipanti sono state suddivise in sei gironi da quattro squadre ciascuno. Le prime due classificate accedono alla seconda fase, dove sono suddivise in due gironi da sei squadre ciascuno: ciascuna squadra porta nella seconda fase i punti conquistati contro l'altra qualificate del proprio girone e affronta le altre quattro squadre. Le prime due classificate accedono alle semifinali, mentre le terze partecipano alla finale per il quinto posto. La prime tre classificate si qualificano al campionato mondiale 2025 e al campionato europeo 2026.

## Impianti
Il 10 giugno 2021 sono annunciati gli impianti e le città che andranno ad ospitare la manifestazione. La gara inaugurale verrà giocata alla Merkur Spiel-Arena di Düsseldorf, stadio dedicato al calcio ma che verrà riadattato per la pallamano, con l'obiettivo di battere il record di presenze in una partita di pallamano; la finale verrà invece giocata alla Lanxess Arena di Colonia. Il 14 settembre 2022 viene annunciato un cambio di impianto: la storica Olympiahalle di Monaco di Baviera sostituirà il SAP Garden, sempre a Monaco, in quanto la costruzione di quest'ultimo ha subito rallentamenti e non sarà pronta per gennaio 2023.
| Merkur Spiel-Arena | Lanxess Arena    | Mercedes-Benz Arena |
| Capacity: 54,600   | Capacity: 19,750 | Capacity: 14,800    |
|                    |                  |                     |
| Amburgo            | Mannheim         | Monaco              |
| Barclaycard Arena  | SAP Arena        | Olympiahalle        |
| Capacity: 13 300   | Capacity: 13,200 | Capacity: 12,150    |
|                    |                  |                     |

## Qualificazioni

### Squadre qualificate
| Nazione              | Qualificata come                          | Data di qualificazione | Precedenti partecipazioni1,2                                                                  |
| -------------------- | ----------------------------------------- | ---------------------- | --------------------------------------------------------------------------------------------- |
| Germania             | Nazione ospitante                         | 18 giugno 2018         | 14 (1994, 1996, 1998, 2000, 2002, 2004, 2006, 2008, 2010, 2012, 2016, 2018, 2020, 2022)       |
| Spagna               | Top tre a Euro22                          | 28 gennaio 2022        | 15 (1994, 1996, 1998, 2000, 2002, 2004, 2006, 2008, 2010, 2012, 2014, 2016, 2018, 2020, 2022) |
| Svezia               | Top tre a Euro22                          | 28 gennaio 2022        | 14 (1994, 1996, 1998, 2000, 2002, 2004, 2008, 2010, 2012, 2014, 2016, 2018, 2020, 2022)       |
| Danimarca            | Top tre a Euro22                          | 30 gennaio 2022        | 14 (1994, 1996, 2000, 2002, 2004, 2006, 2008, 2010, 2012, 2014, 2016, 2018, 2020, 2022)       |
| Austria              | Qualificazioni                            | 11 marzo 2023          | 5 (2010, 2014, 2018, 2020, 2022)                                                              |
| Francia              | Qualificazioni                            | 11 marzo 2023          | 15 (1994, 1996, 1998, 2000, 2002, 2004, 2006, 2008, 2010, 2012, 2014, 2016, 2018, 2020, 2022) |
| Ungheria             | Qualificazioni                            | 12 marzo 2023          | 14 (1994, 1996, 1998, 2004, 2006, 2008, 2010, 2012, 2014, 2016, 2018, 2020, 2022)             |
| Portogallo           | Qualificazioni                            | 12 marzo 2023          | 7 (1994, 2000, 2002, 2004, 2006, 2020, 2022)                                                  |
| Slovenia             | Qualificazioni                            | 12 marzo 2023          | 13 (1994, 1996, 2000, 2002, 2004, 2006, 2008, 2010, 2012, 2016, 2018, 2020, 2022)             |
| Croazia              | Qualificazioni                            | 26 aprile 2023         | 15 (1994, 1996, 1998, 2000, 2002, 2004, 2006, 2008, 2010, 2012, 2014, 2016, 2018, 2020, 2022) |
| Norvegia             | Qualificazioni                            | 26 aprile 2023         | 10 (2000, 2006, 2008, 2010, 2012, 2014, 2016, 2018, 2020, 2022)                               |
| Serbia               | Qualificazioni                            | 26 aprile 2023         | 7 (2010, 2012, 2014, 2016, 2018, 2020, 2022)                                                  |
| Islanda              | Qualificazioni                            | 27 aprile 2023         | 12 (2000, 2002, 2004, 2006, 2008, 2010, 2012, 2014, 2016, 2018, 2020, 2022)                   |
| Rep. Ceca            | Qualificazioni                            | 27 aprile 2023         | 11 (1996, 1998, 2002, 2004, 2008, 2010, 2012, 2014, 2018, 2020, 2022)                         |
| Svizzera             | Qualificazioni                            | 27 aprile 2023         | 4 (2002, 2004, 2006, 2020)                                                                    |
| Polonia              | Qualificazioni                            | 27 aprile 2023         | 10 (2000, 2002, 2004, 2006, 2008, 2010, 2012, 2014, 2016, 2020, 2022)                         |
| Macedonia del Nord   | Qualificazioni                            | 30 aprile 2023         | 7 (1998, 2012, 2014, 2016, 2018, 2020, 2022)                                                  |
| Romania              | Qualificazioni                            | 30 aprile 2023         | 2 (1994, 1996)                                                                                |
| Paesi Bassi          | Qualificazioni                            | 30 aprile 2023         | 2 (2020, 2022)                                                                                |
| Bosnia ed Erzegovina | Qualificazioni                            | 30 aprile 2023         | 2 (2020, 2022)                                                                                |
| Montenegro           | Prima miglior terza alle qualificazioni   | 30 aprile 2023         | 6 (2008, 2014, 2016, 2018, 2020, 2022)                                                        |
| Fær Øer              | Seconda miglior terza alle qualificazioni | 30 aprile 2023         | 0 (Debutto)                                                                                   |
| Grecia               | Terza miglior terza alle qualificazioni   | 30 aprile 2023         | 0 (Debutto)                                                                                   |
| Georgia              | Quarta miglior terza alle qualificazioni  | 30 aprile 2023         | 0 (Debutto)                                                                                   |

1 Il grassetto indica la vittoria del torneo
2 Il corsivo indica se è stata la nazione ospitante del torneo

## Arbitri
Il 25 settembre 2023 sono state selezionate 18 coppie arbitralicoppie arbitrali.
| Referees             | Referees                                |
| -------------------- | --------------------------------------- |
| Bosnia ed Erzegovina | Amar Konjičanin Dino Konjičanin         |
| Danimarca            | Mads Hansen Jesper Madsen               |
| Francia              | Charlotte Bonaventura Julie Bonaventura |
| Francia              | Karim Gasmi Raouf Gasmi                 |
| Germania             | Maike Merz Tanja Kuttler                |
| Germania             | Robert Schulze Tobias Tönnies           |
| Islanda              | Jónas Elíasson Anton Pálsson            |
| Lituania             | Vaidas Mažeika Mindaugas Gatelis        |
| Macedonia del Nord   | Slave Nikolov Gjorgji Nachevski         |

| Referees   | Referees                         |
| ---------- | -------------------------------- |
| Moldavia   | Igor Covalciuc Alexei Covalciuc  |
| Montenegro | Ivan Pavićević Miloš Ražnatović  |
| Norvegia   | Lars Jørum Håvard Kleven         |
| Portogallo | Daniel Martins Roberto Martins   |
| Rep. Ceca  | Václav Horáček Jiří Novotný      |
| Slovenia   | Bojan Lah David Sok              |
| Spagna     | Andreu Marín Ignacio García      |
| Svizzera   | Arthur Brunner Morad Salah       |
| Svezia     | Mirza Kurtagic Mattias Wetterwik |

## Turno preliminare

### Girone A

#### Classifica
| Pos. | Squadra            | Pt | G | V | N | P | GF | GS  | DR  |
| ---- | ------------------ | -- | - | - | - | - | -- | --- | --- |
| 1.   | Francia            | 5  | 3 | 2 | 1 | 0 | 98 | 85  | +13 |
| 2.   | Germania           | 4  | 3 | 2 | 0 | 1 | 91 | 72  | +19 |
| 3.   | Macedonia del Nord | 2  | 3 | 1 | 0 | 2 | 83 | 100 | -17 |
| 4.   | Svizzera           | 1  | 3 | 0 | 1 | 2 | 67 | 82  | -15 |

#### Risultati
| Arbitri: | Kurtagic Wetterwik |

|          |           |            |
| Descat 7 | Marcatori | Peševski 7 |

| Arbitri: | Hansen Madsen |

|         |           |         |
| Knorr 6 | Marcatori | Rubin 4 |

| Arbitri: | A. Konjičanin D. Konjičanin |

|         |           |       |
| Laube 9 | Marcatori | Mem 7 |

| Arbitri: | D. Martins R. Martins |

|            |           |          |
| Kosteski 6 | Marcatori | Knorr 10 |

| Arbitri: | I. Covalciuc A. Covalciuc |

|                   |           |           |
| Kosteski, Mitev 5 | Marcatori | Schmid 12 |

| Arbitri: | Horáček Novotný |

|             |           |         |
| Mahé, Mem 5 | Marcatori | Knorr 8 |

### Girone B

#### Classifica
| Pos. | Squadra | Pt | G | V | N | P | GF | GS | DR  |
| ---- | ------- | -- | - | - | - | - | -- | -- | --- |
| 1.   | Croazia | 5  | 3 | 2 | 1 | 0 | 98 | 82 | +16 |
| 2.   | Austria | 4  | 3 | 1 | 2 | 0 | 92 | 85 | +7  |
| 3.   | Spagna  | 3  | 3 | 1 | 1 | 1 | 98 | 96 | +2  |
| 4.   | Romania | 0  | 3 | 0 | 0 | 3 | 73 | 98 | -25 |

#### Risultati
| Arbitri: | Jørum Kleven |

|           |           |            |
| Frimmel 6 | Marcatori | Grigoraş 6 |

| Arbitri: | Horáček Novotný |

|         |           |                        |
| Gómez 8 | Marcatori | Martinović, Šoštarić 8 |

| Arbitri: | Lah Sok |

|                |           |         |
| Dedu, Nistor 4 | Marcatori | Gómez 8 |

| Arbitri: | Madsen Hansen |

|            |           |         |
| Šoštarić 6 | Marcatori | Bilyk 7 |

| Arbitri: | A. Konjičanin D. Konjičanin |

|           |           |         |
| Klarica 7 | Marcatori | Negru 9 |

| Arbitri: | Mažeika Gatelis |

|         |           |         |
| Gómez 8 | Marcatori | Bilyk 8 |

### Girone C

#### Classifica
| Pos. | Squadra    | Pt | G | V | N | P | GF | GS | DR  |
| ---- | ---------- | -- | - | - | - | - | -- | -- | --- |
| 1.   | Ungheria   | 6  | 3 | 3 | 0 | 0 | 87 | 76 | +11 |
| 2.   | Islanda    | 3  | 3 | 1 | 1 | 1 | 83 | 90 | -7  |
| 3.   | Montenegro | 2  | 3 | 1 | 0 | 2 | 84 | 86 | -2  |
| 4.   | Serbia     | 1  | 3 | 0 | 1 | 2 | 83 | 85 | -2  |

#### Risultati
| Arbitri: | D. Martins R. Martins |

|           |           |              |
| Elísson 7 | Marcatori | Pechmalbec 5 |

| Arbitri: | I. Covalciuc A. Covalciuc |

|           |           |                       |
| Bánhidi 6 | Marcatori | Borozan, Dragašević 6 |

| Arbitri: | Mažeika Gatelis |

|           |           |             |
| Borozan 5 | Marcatori | Magnússon 7 |

| Arbitri: | Jørum Kleven |

|                     |           |           |
| N. Ilić, Vorkapić 5 | Marcatori | Bánhidi 9 |

| Arbitri: | Kurtagic Wetterwik |

|         |           |              |
| Kukić 7 | Marcatori | B. Vujović 8 |

| Arbitri: | Lah Sok |

|                   |           |                 |
| V. Kristjánsson 8 | Marcatori | Hanusz, Szita 5 |

### Girone D

#### Classifica
| Pos. | Squadra  | Pt | G | V | N | P | GF | GS | DR  |
| ---- | -------- | -- | - | - | - | - | -- | -- | --- |
| 1.   | Slovenia | 6  | 3 | 3 | 0 | 0 | 92 | 81 | +11 |
| 2.   | Norvegia | 3  | 3 | 1 | 1 | 1 | 85 | 75 | +10 |
| 3.   | Polonia  | 2  | 3 | 1 | 0 | 2 | 78 | 92 | -14 |
| 4.   | Fær Øer  | 1  | 3 | 0 | 1 | 2 | 83 | 90 | -7  |

#### Risultati
| Arbitri: | Schulze Tönnies |

|        |           |                        |
| Vlah 8 | Marcatori | Skipagøtu, Av Teigum 9 |

| Arbitri: | Pavićević Ražnatović |

|           |           |         |
| Sagosen 6 | Marcatori | Sićko 5 |

| Arbitri: | Nikolov Nachevski |

|                 |           |          |
| tre giocatori 4 | Marcatori | Marguč 6 |

| Arbitri: | Brunner Salah |

|                        |           |         |
| Rasmussen, Skipagøtu 5 | Marcatori | Blonz 8 |

| Arbitri: | Marín García |

|          |           |              |
| Sićko 10 | Marcatori | Av Teigum 10 |

| Arbitri: | C. Bonaventura J. Bonaventura |

|           |           |        |
| Sagosen 6 | Marcatori | Vlah 7 |

### Girone E

#### Classifica
| Pos. | Squadra              | Pt | G | V | N | P | GF  | GS | DR  |
| ---- | -------------------- | -- | - | - | - | - | --- | -- | --- |
| 1.   | Svezia               | 6  | 3 | 3 | 0 | 0 | 100 | 74 | +26 |
| 2.   | Paesi Bassi          | 4  | 3 | 2 | 0 | 1 | 98  | 78 | +20 |
| 3.   | Georgia              | 2  | 3 | 1 | 0 | 2 | 77  | 95 | -18 |
| 4.   | Bosnia ed Erzegovina | 0  | 3 | 0 | 0 | 3 | 59  | 87 | -28 |

#### Risultati
| Arbitri: | Marín García |

|                      |           |                 |
| Baijens, ten Velde 6 | Marcatori | Tskhovrebadze 9 |

| Arbitri: | Merz Kuttler |

|         |           |          |
| Wanne 9 | Marcatori | Faljić 4 |

| Arbitri: | Elíasson Pálsson |

|             |           |             |
| Davidović 4 | Marcatori | ten Velde 9 |

| Arbitri: | Pavićević Ražnatović |

|                |           |            |
| Arsenashvili 6 | Marcatori | Karlsson 7 |

| Arbitri: | K. Gasmi R. Gasmi |

|         |           |                 |
| Panić 7 | Marcatori | Tskhovrebadze 7 |

| Arbitri: | Nikolov Nachevski |

|                |           |          |
| Claar, Wanne 5 | Marcatori | Steins 6 |

### Girone F

#### Classifica
| Pos. | Squadra    | Pt | G | V | N | P | GF  | GS  | DR  |
| ---- | ---------- | -- | - | - | - | - | --- | --- | --- |
| 1.   | Danimarca  | 6  | 3 | 3 | 0 | 0 | 100 | 69  | +31 |
| 2.   | Portogallo | 4  | 3 | 2 | 0 | 1 | 88  | 88  | +0  |
| 3.   | Rep. Ceca  | 2  | 3 | 1 | 0 | 2 | 70  | 73  | -3  |
| 4.   | Grecia     | 0  | 3 | 0 | 0 | 3 | 72  | 100 | -28 |

#### Risultati
| Arbitri: | C. Bonaventura J. Bonaventura |

|            |           |                 |
| F. Costa 6 | Marcatori | tre giocatori 5 |

| Arbitri: | K. Gasmi R. Gasmi |

|             |           |          |
| M. Hansen 5 | Marcatori | Patzel 4 |

| Arbitri: | Schulze Tönnies |

|         |           |             |
| Klíma 8 | Marcatori | M. Costa 11 |

| Arbitri: | Merz Kuttler |

|                   |           |             |
| Boskos, Kederis 4 | Marcatori | Damgaard 10 |

| Arbitri: | Elíasson Pálsson |

|          |           |           |
| Štěrba 7 | Marcatori | Kederis 5 |

| Arbitri: | Brunner Salah |

|           |           |            |
| Gidsel 11 | Marcatori | M. Costa 9 |

## Main Round

### Gruppo I

#### Classifica
| Pos. | Squadra  | Pt | G | V | N | P | GF  | GS  | DR  |
| ---- | -------- | -- | - | - | - | - | --- | --- | --- |
| 1.   | Francia  | 10 | 5 | 5 | 0 | 0 | 174 | 154 | +20 |
| 2.   | Germania | 5  | 5 | 2 | 1 | 2 | 137 | 137 | +0  |
| 3.   | Ungheria | 4  | 5 | 2 | 0 | 3 | 151 | 151 | +0  |
| 4.   | Austria  | 4  | 5 | 1 | 2 | 2 | 132 | 138 | -6  |
| 5.   | Islanda  | 4  | 5 | 2 | 0 | 3 | 142 | 152 | -10 |
| 6.   | Croazia  | 3  | 5 | 1 | 1 | 3 | 146 | 150 | -4  |

#### Risultati
| Arbitri: | D. Martins R. Martins |

|               |           |         |
| 4 giocatori 4 | Marcatori | Bylik 8 |

| Arbitri: | Jørum Kleven |

|       |           |        |
| Mem 6 | Marcatori | Srna 6 |

| Arbitri: | Nikolov Nachevski |

|         |           |            |
| Knorr 6 | Marcatori | Smárason 6 |

| Arbitri: | Madsen Hansen |

|                        |           |                 |
| Fabregas, Richardson 6 | Marcatori | tre giocatori 6 |

| Arbitri: | Lah Sok |

|        |           |                 |
| Imre 7 | Marcatori | Glavaš, Lučin 5 |

| Arbitri: | Kurtagic Wetterwik |

|         |           |         |
| Knorr 6 | Marcatori | Bylik 5 |

| Arbitri: | D. Martins R. Martins |

|           |           |           |
| Jelinić 6 | Marcatori | Elísson 7 |

| Arbitri: | Horáček Novotný |

|                 |           |                  |
| Fabregas, Mem 7 | Marcatori | Bylik, Hutecek 6 |

| Arbitri: | Jørum Kleven |

|          |           |                 |
| Köster 8 | Marcatori | Ancsin, Rosta 6 |

| Arbitri: | Pavićević Ražnatović |

|          |           |              |
| Wagner 7 | Marcatori | Guðjónsson 8 |

| Arbitri: | Lah Sok |

|          |           |                  |
| Remili 7 | Marcatori | Bánhidi, Rosta 5 |

| Arbitri: | Marín García |

|                  |           |           |
| Golla, Heymann 4 | Marcatori | Karačić 6 |

### Gruppo II

#### Classifica
| Pos. | Squadra     | Pt | G | V | N | P | GF  | GS  | DR  |
| ---- | ----------- | -- | - | - | - | - | --- | --- | --- |
| 1.   | Danimarca   | 8  | 5 | 4 | 0 | 1 | 158 | 132 | +26 |
| 2.   | Svezia      | 6  | 5 | 3 | 0 | 2 | 147 | 144 | +3  |
| 3.   | Slovenia    | 6  | 5 | 3 | 0 | 2 | 145 | 147 | -2  |
| 4.   | Portogallo  | 5  | 5 | 2 | 1 | 2 | 163 | 172 | -9  |
| 5.   | Norvegia    | 4  | 5 | 2 | 0 | 3 | 150 | 149 | +1  |
| 6.   | Paesi Bassi | 1  | 5 | 0 | 1 | 4 | 154 | 173 | -19 |

#### Risultati
| Arbitri: | Schulze Tönnies |

|         |           |           |
| Blonz 7 | Marcatori | Portela 8 |

| Arbitri: | C. Bonaventura J. Bonaventura |

|          |           |             |
| Gidsel 9 | Marcatori | ten Velde 8 |

| Arbitri: | Marín García |

|        |           |          |
| Vlah 7 | Marcatori | Pellas 8 |

| Arbitri: | C. Bonaventura J. Bonaventura |

|             |           |             |
| Mačkovšek 7 | Marcatori | M. Costa 11 |

| Arbitri: | Pavićević Ražnatović |

|                     |           |             |
| quattro giocatori 6 | Marcatori | ten Velde 8 |

| Arbitri: | Horáček Novotný |

|           |           |         |
| Gidsel 10 | Marcatori | Wanne 9 |

| Arbitri: | Schulze Tönnies |

|                 |           |                   |
| tre giocatori 6 | Marcatori | N. Versteijnen 15 |

| Arbitri: | Nikolov Nachevski |

|           |           |             |
| Pellas 10 | Marcatori | M. Costa 10 |

| Arbitri: | Marín García |

|         |           |                 |
| Blonz 7 | Marcatori | tre giocatori 5 |

| Arbitri: | Hansen Madsen |

|             |           |                   |
| ten Velde 7 | Marcatori | M. Costa, Frade 8 |

| Arbitri: | Kurtagic Wetterwik |

|          |           |                         |
| Horžen 6 | Marcatori | Jørgensen, Kirkeløkke 6 |

| Arbitri: | C. Bonaventura J. Bonaventura |

|          |           |           |
| Blonz 11 | Marcatori | Sandell 4 |

## Fase a eliminazione diretta

### Tabellone
|  | Semifinali | Semifinali | Semifinali  |           |         | Finale          | Finale          | Finale          |  |
|  |            |            |             |           |         |                 |                 |                 |  |
|  | Francia    | Francia    | 34 (d.t.s.) |           |         |                 |                 |                 |  |
|  | Francia    | Francia    | 34 (d.t.s.) |           |         |                 |                 |                 |  |
|  | Svezia     | Svezia     | 30          |           |         |                 |                 |                 |  |
|  | Svezia     | Svezia     | 30          |           | Francia | Francia         | 33 (d.t.s.)     |                 |  |
|  |            |            |             |           | Francia | Francia         | 33 (d.t.s.)     |                 |  |
|  |            |            | Danimarca   | Danimarca | 31      |                 |                 |                 |  |
|  | Germania   | Germania   | Danimarca   | Danimarca | 31      | 26              |                 |                 |  |
|  | Germania   | Germania   |             |           |         | 26              |                 |                 |  |
|  | Danimarca  | Danimarca  | 29          |           |         | Finale 3º posto | Finale 3º posto | Finale 3º posto |  |
|  | Danimarca  | Danimarca  | 29          |           |         |                 |                 |                 |  |
|  |            |            |             |           |         |                 |                 |                 |  |
|  |            |            |             |           |         | Svezia          | Svezia          | 34              |  |
|  |            |            |             |           |         | Svezia          | Svezia          | 34              |  |
|  |            |            |             |           |         | Germania        | Germania        | 31              |  |

### Semifinali
| Arbitri: | Nikolov Nachevski |

|          |           |         |
| Descat 8 | Marcatori | Claar 9 |

| Arbitri: | Lah Sok |

|          |           |                 |
| Uščins 5 | Marcatori | tre giocatori 5 |

### Finale 5º posto
| Arbitri: | Schulze Tönnies |

|                  |           |                 |
| Bánhidi, Lékai 5 | Marcatori | tre giocatori 4 |

### Finale 3º posto
| Arbitri: | Pavićević Ražnatović |

|         |           |          |
| Claar 8 | Marcatori | Uščins 8 |

### Finale
| Arbitri: | Marín García |

|            |           |             |
| Fabregas 8 | Marcatori | M. Hansen 9 |

## Classifica finale
| Pos.    | Nazione              |
| ------- | -------------------- |
| Oro     | Francia              |
| Argento | Danimarca            |
| Bronzo  | Svezia               |
| 4       | Germania             |
| 5       | Ungheria             |
| 6       | Slovenia             |
| 7       | Portogallo           |
| 8       | Austria              |
| 9       | Norvegia             |
| 10      | Islanda              |
| 11      | Croazia              |
| 12      | Paesi Bassi          |
| 13      | Spagna               |
| 14      | Montenegro           |
| 15      | Rep. Ceca            |
| 16      | Polonia              |
| 17      | Macedonia del Nord   |
| 18      | Georgia              |
| 19      | Serbia               |
| 20      | Fær Øer              |
| 21      | Svizzera             |
| 22      | Romania              |
| 23      | Grecia               |
| 24      | Bosnia ed Erzegovina |